# 韩崇业
韓崇業（962年—1002年），磁州武安人，宋朝政治人物。韩重赟之子，兄韩崇训。
太平兴国六年（981年），韩崇业娶秦王赵廷美女云阳公主。第二年，赵廷美被赵普陷害，降为涪陵县公，居住房州（今湖北房县），韩崇业也随岳父一起被贬往房州。雍熙元年（984年）赵廷美去世，韩崇业复出任职。